# Vita da cani (programma televisivo)
Vita da cani è stato un programma televisivo italiano di genere varietà, andato in onda su Rai 2 nell'estate del 1995 ogni venerdì in prima serata. La conduzione era affidata a Jocelyn.

## Il programma
Venne trasmesso per 16 puntate dal 9 giugno al 22 settembre del 1995. Nel cast del programma c'era anche la Premiata Ditta che "doppiava" i cani, cercando di dare idealmente voce al loro pensiero. 
In ogni puntata, tre coppie di concorrenti con i rispettivi cani dovevano affrontare in totale tre prove: la prima consisteva nel dimostrare quello che l'animale fosse in grado di fare meglio; la seconda era una prova di agilità con un "percorso del combattente" che ogni cane doveva effettuare; la terza invece era una prova obbligatoria su un tema deciso da parte della produzione. L'arbitro del gioco era l'attore Fabio Grossi. La giuria era composta in ogni puntata da diversi personaggi del mondo dello spettacolo, fra cui Serena Grandi, Jo Squillo e gli Stadio.
Fra i vari personaggi che intervennero alla trasmissione ci furono anche Fabrizio Frizzi ed i cantanti Marcello Cirillo e Antonio Maiello. 
La sigla della trasmissione era la canzone Virgola di Bruno Lauzi, eseguita in parte dallo stesso Jocelyn e nel ritornello dal corpo di ballo del programma.